# Lake Delton
Lake Delton – wieś w Stanach Zjednoczonych, w stanie Wisconsin, w hrabstwie Sauk.